# Francisco Barnés Salinas
Francisco José Barnés Salinas (Algeciras, 1877 - Ciudad de México, 1947) fue un catedrático y político español, diputado a Cortes y ministro de Instrucción Pública y Bellas Artes durante la Segunda República.

## Biografía
Nació en Algeciras en 1877. Estudió Filosofía y Letras y los primeros cursos de Derecho en la Universidad de Sevilla, posteriormente, en la Universidad de Madrid concluyó Derecho y se doctoró en Filosofía y Letras. Obtuvo la cátedra de Geografía e Historia en el Instituto de Segunda Enseñanza de Pamplona (1900), por permuta pasó después al Instituto de Ávila y desde 1920 colaboró en el Instituto-Escuela de Madrid. En dicha ciudad amplió sus investigaciones sobre la Edad Media española en el Centro de Estudios Históricos y se interesó en el estudio del arte español.

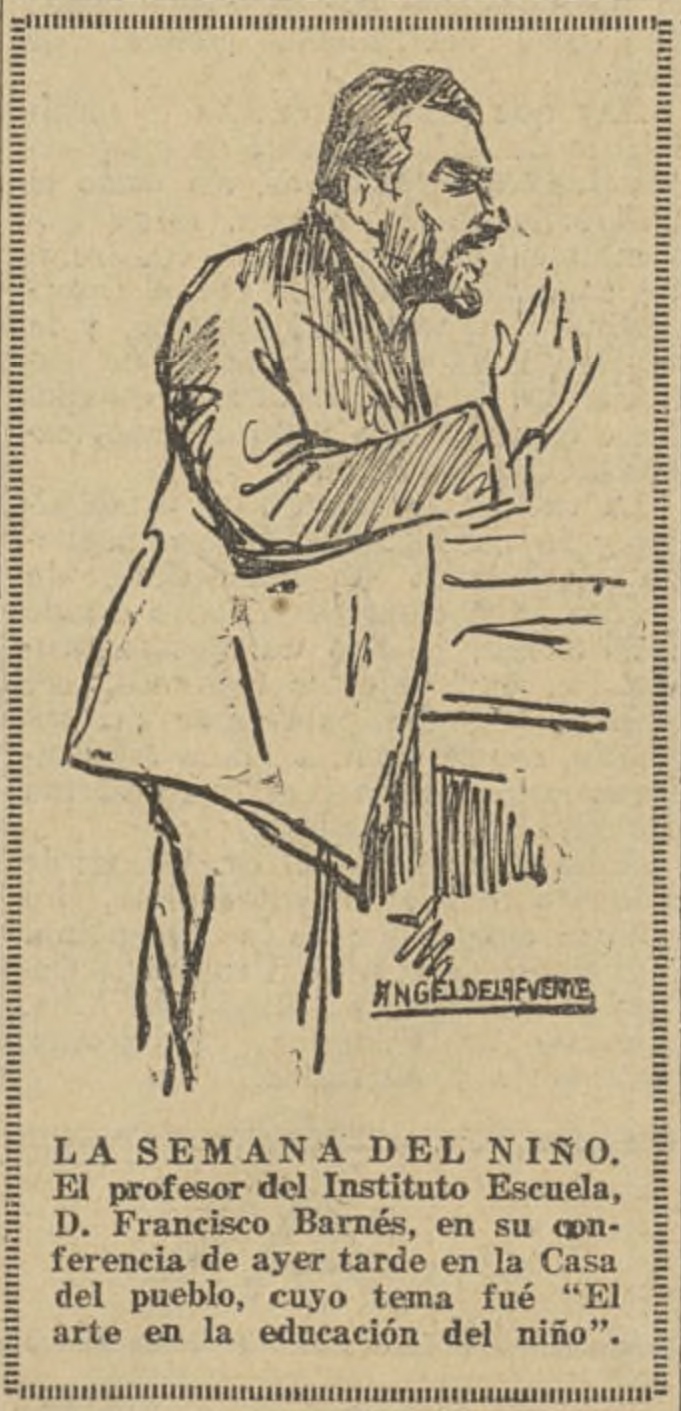
Retratado durante una conferencia en la Casa del Pueblo de Madrid (El Liberal, 1926)

Miembro del Partido Republicano Radical Socialista y de Izquierda Republicana, en las elecciones de 1931, obtuvo un escaño por la circunscripción de Ávila. 
Tras haber servido como subsecretario del departamento en los primeros meses de 1933, durante cuyo ejercicio inauguró el parador nacional de Quintanar de la Orden (Toledo), ocupó la cartera de ministro de Instrucción Pública y Bellas Artes entre el 12 de junio y el 12 de septiembre de 1933 en un gabinete Azaña y posteriormente, entre el 13 de mayo de 1936 y el 19 de julio de 1936, en un gabinete Casares Quiroga, para, tras el lapso del gobierno Martínez Barrio del 19 de julio, continuar en su puesto hasta el 4 de septiembre en un gabinete Giral.
Posteriormente fue cónsul de España en Argel y Gibraltar.
Una de sus cuatro hijas fue Dorotea Barnés González, investigadora química. Fue suegro de Francisco Giral.
Tras la Guerra Civil se exilió en México, a donde llegó en mayo de 1942. Ese mismo año Alfonso Reyes le encomendó impartir cursos en El Colegio de México sobre "Historia de España" e "Historia universal moderna y contemporánea" (1943-1945). En 1946 por encargo de El Colegio de México trabajó en el Museo Nacional de Historia, donde el director, Silvio Zavala, le solicitó preparar documentación para un diccionario de pintores mexicanos. Por encargo del Fondo de Cultura Económica tradujo la obra de Karl Brandi sobre Carlos V.
Falleció en México, en 1947.